# Liste der Mitglieder des Provinziallandtags der Provinz Schlesien (1876–1881)
Diese Liste gibt einen Überblick über die Mitglieder des Provinziallandtags der preußischen Provinz Schlesien in der Wahlperiode 1876 bis 1881.

## Allgemeines
Dies war der erste Landtag, der nach der Provinzialordnung für die Provinzen Preußen, Brandenburg, Pommern, Schlesien und Sachsen vom 29. Juni 1875 gewählt wurde. Die 125 Abgeordneten wurden nun von den Kreistagen gewählt. Bei der Wahl im Herbst 1875 wurden 46 Abgeordneten im Regierungsbezirk Breslau, 35 Abgeordnete im Regierungsbezirk Liegnitz und 44 Abgeordnete im Regierungsbezirk Oppeln. Die gewählten Abgeordneten kamen 1876, 1878 und 1880 zu Landtagssessionen zusammen. Ausgeschiedene Abgeordnete wurden per Nachwahl ergänzt.

## Liste der Abgeordneten
| Regierungsbezirk | Wahlkreis            | Abgeordneter                               | Anmerkung                                                             |
| ---------------- | -------------------- | ------------------------------------------ | --------------------------------------------------------------------- |
| Breslau          | Namslau              | Ferdinand Braune                           | Ökonomierat zu Krickau                                                |
| Breslau          | Wartenberg           | Richard von Buddenbrock-Hettersdorff       | Landrat in Wartenberg                                                 |
| Breslau          | Wartenberg           | von Euen                                   | Bürgermeister in Wartenberg                                           |
| Breslau          | Oels                 | von der Berswordt                          | Rittergutsbesitzer zu Schwierse                                       |
| Breslau          | Oels                 | Trautwein                                  | Stadtverordnetenvorsteher zu Bernstadt                                |
| Breslau          | Trebnitz             | Maximilian von Uthmann                     | Rittergutsbesitzer und Landschaftsdirektor zu Ober-Mahliau            |
| Breslau          | Trebnitz             | Schaffer                                   | Bürgermeister in Trebnitz                                             |
| Breslau          | Militsch             | Oskar von Heydebrand und der Lasa          | Landrat in Militsch                                                   |
| Breslau          | Militsch             | Schoeneich                                 | Bürgermeister in Trachenberg                                          |
| Breslau          | Guhrau               | Konrad von Roeder                          | Landrat a. D. und Kreisdeputierter zu Ober-Ellguth                    |
| Breslau          | Steinau              | Dr. Emil Elwitz                            | Großgrundbesitzer zu Mlietsch                                         |
| Breslau          | Wohlau               | Bernhard von Rieben                        | Landesältester zu Tichilesen                                          |
| Breslau          | Wohlau               | Gustav Werner                              | Gutsbesitzer in Städtel Leubus                                        |
| Breslau          | Neumarkt             | Dr. Philipp Immerwahr                      | Rittergutsbesitzer zu Polkendorf                                      |
| Breslau          | Neumarkt             | von Stoetzer                               | Major und Kammerherr zu Rackschütz                                    |
| Breslau          | Stadtkreis Breslau   | Max von Forckenbeck                        | Oberbürgermeister von Breslau                                         |
| Breslau          | Stadtkreis Breslau   | Maximilian von Ysselstein                  | Stadtrat und Kämmerer von Breslau                                     |
| Breslau          | Stadtkreis Breslau   | Dr. med. Lewald                            | Arzt in Breslau                                                       |
| Breslau          | Stadtkreis Breslau   | Dr. von Goertz                             | Geheimer Regierungsrat in Breslau                                     |
| Breslau          | Stadtkreis Breslau   | Honigmann                                  | Bankdirektor in Breslau                                               |
| Breslau          | Landkreis Breslau    | Schröter                                   | Geheimer Regierungsrat in Oswitz                                      |
| Breslau          | Landkreis Breslau    | Dr. Sigismund Friedländer                  | zu Kentschkau                                                         |
| Breslau          | Ohlau                | August Breuer                              | Bürgermeister in Ohlau                                                |
| Breslau          | Ohlau                | Ernst Friedrich von Eicke                  | Landrat und Kammerherr, zu Polwitz                                    |
| Breslau          | Brieg                | Schneider                                  | Justizrat und Notar zu Brieg                                          |
| Breslau          | Brieg                | Albert Nitschke                            | Fabrikdirektor zu Koppen                                              |
| Breslau          | Strehlen             | Freiherr Max von Saurma-Ruppersdorf        | Landrat zu Karisch                                                    |
| Breslau          | Nimptsch             | Roeßler                                    | Gutsbesitzer zu Kanigen                                               |
| Breslau          | Münsterberg          | Nitsche                                    | Erbscholteibesitzer zu Neualtmannsdorf                                |
| Breslau          | Frankenstein         | Koch                                       | Justizrat zu Frankenstein                                             |
| Breslau          | Frankenstein         | Valerian Held                              | Landrat zu Schoenheide                                                |
| Breslau          | Reichenbach          | Konrad Bernhard Karl von Prittwitz-Gaffron | Kreisdeputierter und Landesältester zu Hennersdorf                    |
| Breslau          | Reichenbach          | Schmalz                                    | Bürgermeister in Reichenbach                                          |
| Breslau          | Schweidnitz          | Nitsche                                    | Erbscholteibesitzer zu Protschkenhain                                 |
| Breslau          | Schweidnitz          | Schmidt                                    | Stadtrat in Schweidnitz                                               |
| Breslau          | Schweidnitz          | Graf Carl von Pückler                      | Landeshauptmann zu Ober-Weistritz                                     |
| Breslau          | Striegau             | Dr. jur. Ritter                            | Lehngutsbesitzer, Appellationsgerichts-Referendar zu Breslau          |
| Breslau          | Waldenburg           | Dr. Egmont Websky                          | zu Wüstewaltersdorf                                                   |
| Breslau          | Waldenburg           | D.H. von Mutius                            | Rittmeister a. D. zu Altwasser                                        |
| Breslau          | Waldenburg           | Dr. Riedel                                 | Fürstlicher Generaldirektor zu Fürstenstein                           |
| Breslau          | Glatz                | Paul Dengler                               | Bürgermeister in Reinerz                                              |
| Breslau          | Glatz                | Freiherr von Zedlitz                       | Landschaftsdirektor zu Pischkewitz                                    |
| Breslau          | Neurode              | Graf Eberhard von Pfeil                    | Landrat und Rittergutsbesitzer zu Hausdorf                            |
| Breslau          | Neurode              | Schneider                                  | Leutnant und Rittergutsbesitzer in Scharfeneck                        |
| Breslau          | Habelschwerdt        | Mader                                      | Freirichtergutsbesitzer zu Verlorenwasser                             |
| Breslau          | Habelschwerdt        | Birke                                      | Bürgermeister zu Landeck                                              |
| Liegnitz         | Grünberg             | Graf Stosch                                | Kreisrichter a. D. und Rittergutsbesitzer zu polnisch Kessel          |
| Liegnitz         | Grünberg             | Kampfmeyer                                 | Bürgermeister Grünberg                                                |
| Liegnitz         | Freystadt            | Graf Robert von Zedlitz-Trützschler        | Rittmeister zu Nieder-Großenbohrau                                    |
| Liegnitz         | Freystadt            | Edmund Glaeser                             | Hüttenbesitzer und Stadtverordnetenvorsteher in Neusalz               |
| Liegnitz         | Sagan                | Graf Clemens von Wedell-Parlow             | Landesältester in Naumburg                                            |
| Liegnitz         | Sagan                | Fähndrich                                  | Rechtsanwalt in Sagan                                                 |
| Liegnitz         | Sprottau             | Graf Stosch                                | Kreisdeputierter, Rittergutsbesitzer, Hauptmann a. D. zu Hartau       |
| Liegnitz         | Glogau               | Friedrich von Jagwitz                      | Landrat in Glogau                                                     |
| Liegnitz         | Glogau               | Heinrich Martins                           | Oberbürgermeister in Glogau                                           |
| Liegnitz         | Lüben                | Mentzel                                    | Rittergutsbesitzer, Major zu Koslitz                                  |
| Liegnitz         | Bunzlau              | Graf Aurel von Rittberg                    | Rittergutsbesitzer, Kammerherr zu Modlau                              |
| Liegnitz         | Bunzlau              | Winsberg                                   | Justizrat in Bunzlau                                                  |
| Liegnitz         | Goldberg-Haynau      | Quoos                                      | Rittergutsbesitzer, Kreisdeputierter zu Ober-Breckendorf              |
| Liegnitz         | Goldberg-Haynau      | Graf Leo von Rothkirsch-Trach              | Rittergutsbesitzer, Kammerherr zu Panthenau                           |
| Liegnitz         | Stadtkreis Liegnitz  | Ottomar Oertel                             | Oberbürgermeister in Liegnitz                                         |
| Liegnitz         | Landkreis Liegnitz   | Prager                                     | Rittergutsbesitzer und Stadtrat in Johnsdorf                          |
| Liegnitz         | Landkreis Liegnitz   | Mathesius                                  | Rittergutsbesitzer, Premier-Leutnant a. D. zu Lindenbusch             |
| Liegnitz         | Landkreis Jauer      | Heinrich Wilhelm von Sprenger              | Landesältester zu Malitsch                                            |
| Liegnitz         | Landkreis Schönau    | Alfred von Küstner                         | Kreisdeputierter, Landesältester und Majoratsherr zu Hohen-Liebenthal |
| Liegnitz         | Landkreis Bolkenhain | Heinrich Wuthe                             | Kreisdeputierter, Hauptmann zu Bolkenhain                             |
| Liegnitz         | Landshut             | Speyer                                     | Forstrevierverwalter und Amtsvorsteher zu Dittersbach                 |
| Liegnitz         | Landshut             | Graf Udo zu Stolberg-Wernigerode           | Majoratsbesitzer zu Kreppelhof                                        |
| Liegnitz         | Hirschberg           | Prinz Heinrich IX. Reuß zu Köstritz        | Landrat zu Neuhoff                                                    |
| Liegnitz         | Hirschberg           | Georg Bassenge                             | Bürgermeister in Hirschberg                                           |
| Liegnitz         | Löwenberg            | Buse                                       | Amtsvorsteher in Deutmannsdorf                                        |
| Liegnitz         | Löwenberg            | Gustav von Haugwitz                        | Landrat in Löwenberg                                                  |
| Liegnitz         | Lauban               | Johannes von Saldern                       | Landrat in Lauban                                                     |
| Liegnitz         | Lauban               | Alfred von Zastrow                         | Kreisdeputierter, Major aus Hartmannsdorf                             |
| Liegnitz         | Stadtkreis Görlitz   | Johannes Gobbin                            | Oberbürgermeister von Görlitz                                         |
| Liegnitz         | Stadtkreis Görlitz   | Gustav Halberstadt                         | Fabrikbesitzer und Stadtverordnetenvorsteher in Görlitz               |
| Liegnitz         | Landkreis Görlitz    | Damm von Seydewitz                         | Landeshauptmann zu Görlitz                                            |
| Liegnitz         | Landkreis Görlitz    | Chlodwig von Sydow                         | Landrat zu Görlitz                                                    |
| Liegnitz         | Rothenburg           | von Gersdorf                               | Landeshauptmann zu Rothenburg                                         |
| Liegnitz         | Rothenburg           | August Ferdinand Theodor Rieloff           | General-Verwaltungsdirektor zu Muskau                                 |
| Liegnitz         | Hoyerswerda          | Hans von Götz-Hünerbein                    | Landrat in Hoyerswerda                                                |
| Oppeln           | Kreuzburg            | August von Monts                           | Landrat in Kreuzburg                                                  |
| Oppeln           | Kreuzburg            | Bernhard Seidel                            | Freigutsbesitzer in Sarnau                                            |
| Oppeln           | Rosenberg            | Baron Berthold von Reiswitz                | zu Wendrin                                                            |
| Oppeln           | Rosenberg            | Max Clairon d’Haussonville                 | Landrat in Rosenberg                                                  |
| Oppeln           | Oppeln               | Graf Kurt von Haugwitz                     | Landrat und Majoratsherr zu Rogau-Krappitz                            |
| Oppeln           | Oppeln               | Wilhelm Goetz                              | Bürgermeister in Oppeln                                               |
| Oppeln           | Oppeln               | Heinrich Albert Gerlach                    | Landesältester in Dometzko                                            |
| Oppeln           | Groß Strehlitz       | Feodor von Zawatski                        | Großgrundbesitzer in Kalinow                                          |
| Oppeln           | Groß Strehlitz       | Freiherr Mortimer von Tschirschky          | zu Schloss Groß Strehlitz                                             |
| Oppeln           | Lublinitz            | Wilhelm von Klitzing                       | Landrat in Lublinitz                                                  |
| Oppeln           | Lublinitz            | Prinz Carl zu Hohenlohe-Ingelfingen        | zu Klein-Drowinowitz                                                  |
| Oppeln           | Tost-Gleiwitz        | Graf Arthur von Strachwitz                 | Landrat in Gleiwitz                                                   |
| Oppeln           | Tost-Gleiwitz        | Alfred Kreidel                             | Bürgermeister in Gleiwitz                                             |
| Oppeln           | Tost-Gleiwitz        | Guradze                                    | Ökonomierat zu Schloss Tost                                           |
| Oppeln           | Tarnowitz            | Graf Guido Henckel von Donnersmarck        | Erb-Oberlandmundschenk zu Reinbeck                                    |
| Oppeln           | Beuthen              | Küver                                      | Bürgermeister in Beuthen                                              |
| Oppeln           | Beuthen              | Gustav Schimmelfennig                      | Hauptmann a. D. zu Königshütte                                        |
| Oppeln           | Beuthen              | von Tiele-Winckler                         | Obrist-Leutnant zu Miechowitz                                         |
| Oppeln           | Zabrze               | Graf Arthur von Posadowsky-Wehner          | Rittergutsbesitzer zu Groß-Paniow                                     |
| Oppeln           | Kattowitz            | Hans Hermann von Berlepsch                 | Landrat in Kattowitz                                                  |
| Oppeln           | Kattowitz            | Dr. Richard Holtze                         | Sanitätsrat in Kattowitz                                              |
| Oppeln           | Pleß                 | Baron Ferdinand von Reitzenstein           | Rittergutsbesitzer zu Pawlowitz                                       |
| Oppeln           | Pleß                 | Heinrich Weigelt                           | Fürstlich Pleßsches Generaldirektor zu Pleß                           |
| Oppeln           | Pleß                 | Ernst Block                                | Freigutsbesitzer und Amtsvorsteher zu Saure                           |
| Oppeln           | Rybnik               | Victor Herzog zu Ratibor                   | zu Rauden                                                             |
| Oppeln           | Rybnik               | Carl Gemander                              | Landrat in Rybnik                                                     |
| Oppeln           | Ratibor              | Eugen von Selchow                          | Rittergutsbesitzer und Geheimer Rat zu Rudnik                         |
| Oppeln           | Ratibor              | Graf Alexander Karl von Arco               | Rittergutsbesitzer zu Groß Gorschütz                                  |
| Oppeln           | Ratibor              | Heinrich Doms                              | Kommerzienrat in Ratibor                                              |
| Oppeln           | Cosel                | Fürst Hugo von Hohenlohe                   | zu Slawentzig                                                         |
| Oppeln           | Cosel                | Eduard Himml                               | Landrat in Cosel                                                      |
| Oppeln           | Lobschütz            | Engel                                      | Erbrichtereibesitzer zu Groebnig                                      |
| Oppeln           | Lobschütz            | Spiller                                    | Erbrichtereibesitzer zu Leisnitz                                      |
| Oppeln           | Lobschütz            | Dr. med. Karl Alscher                      | Stadtverordnetenvorsteher zu Lobschütz                                |
| Oppeln           | Neustadt             | Rudolf von Wittenburg                      | Landrat und Rittergutsbesitzer in Neustadt                            |
| Oppeln           | Neustadt             | Engel                                      | Bürgermeister in Ober-Glogau                                          |
| Oppeln           | Neustadt             | Fischer                                    | Erbscholteibesitzer zu Dittmannsdorf                                  |
| Oppeln           | Falkenberg           | Graf Georg von Pückler                     | Landrat in Falkenberg                                                 |
| Oppeln           | Falkenberg           | von Wichelhaus                             | Rittergutsbesitzer zu Roros                                           |
| Oppeln           | Neisse               | Dr. Karl Rudolf Friedenthal                | Staatsminister                                                        |
| Oppeln           | Neisse               | Winkler                                    | Bürgermeister in Neisse                                               |
| Oppeln           | Neisse               | Anton Leopold Allnoch                      | Gutsbesitzer in Beigwitz                                              |